# Bitka pri Rocky Mount
Bitka pri Rocky Mount ali Bitka pri Skalnem griču se je odvila 1. avgusta 1780 kot del ameriške revolucionarne vojne. 600 lojalistov pod poveljstvom podpolkovnika Georga Turnbulla, ki so zasedli postojanko v severni Južni Karolini, je uprlo napadu 300 ameriških patriotov pod vodstvom polkovnika Thomasa Sumterja.

## Ozadje
Skozi leto 1779 in začetek leta 1780 je britanska "južna strategija" za ponovno vzpostavitev nadzora nad svojimi uporniškimi provincami v ameriški revolucionarni vojni potekala dobro, z uspešnimi amfibijskimi operacijami proti Savannah, Georgija in Charlestonu, Južna Karolina ter porazom redkih preostalih čet kontinentalne armade v Južni Karolini v bitki pri Waxhawsu 29. maja 1780. Britanci, ki so imeli popoln nadzor nad Južno Karolino in Georgio , so v notranjosti obeh držav vzpostavili postojanke za novačenje lojalistov in zatiranje patriotov.
Ena od teh postojank je bila ustanovljena pri Rocky Mountu, blizu sotočja Rocky Creeka in reke Catawba, južno od današnjega Great Fallsa v Južni Karolini. V tej postojanki je bil nameščen polk newyorških prostovoljcev pod poveljstvom podpolkovnika Georgea Turnbulla.

## Pregrupiranje patriotske milice
Ker po katastrofi pri Waxhawsu ni bilo poveljniške strukture kontinentalne armade, ki bi organizirala odpor proti Britancem, so se čete začele zbirati okoli voditeljev patriotske milice, ki so bitko preživeli ali pa je niso bili prisotni. Polkovnik milice Thomas Sumter je junija 1780 začel zbirati milico v bližini Salisburyja v Južni Karolini s finančno pomočjo uradnikov Severne Karoline. Čeprav je bila njegova sila premajhna, da bi se nekaj časa učinkovito upirala obsežnim britanskim in lojalističnim dejavnostim, se je število novih vojakov po zmagi patriotov, znani kot Huckov poraz 12. julija povečalo. Do konca julija je imel več sto mož in se odločil, da je čas za ukrepanje.
Njegova glavna tarča napada je bila britanska postojanka pri Rocky Mountu. Sumter je 20. julija od vohuna izvedel, da bi bila obramba lahko dovzetna za ogenj iz osebnega orožja, kar je bila očitna prednost, saj Sumter ni imel nobenega poljskega topništva. (V Sumterjevo škodo je bil vohun verjetno dvojni agent, zato je Turnbull kmalu zatem začel krepiti obrambo Rocky Mounta, dokler ni bila odporna na streljanje.)
28. julija je Sumter razstavil tabor in svojo četo, ki je štela približno 600 mož, premaknil do Land's Forda, pomembnega prehoda čez reko Catawbo. Tam je srečal majorja Williama Davieja, ki je vodil četo dragoncev, in dodatne manjše čete milic. Odločili so se, da bo Davie vodil diverzantski napad na drugo postojanko, medtem ko bo Sumter napadel Rocky Mount.

## Bitka
Akcija se je začela zgodaj 30. julija. (Viri se ne strinjajo glede tega, kdaj je Sumter prispel v Rocky Mount, vendar se zdi, da se je Daviejeva akcija zgodila 31. julija.) Davie in njegovi dragonci so odjahali do britanske postojanke Hanging Rock (južno od današnjega Heath Springsa, Južna Karolina), kjer so presenetili četo lojalistov, ki so taborili zunaj utrdb ter povzročili žrtve in zasegli 60 konj. Akcija se je zgodila tako hitro, da se britanske sile znotraj utrdb niso mogle odzvati.
Sumterjev napad ni bil tako uspešen. Turnbullovo delo na obrambi pri Rocky Mountu se je obrestovalo in Sumterjevi možje niso mogli prebiti obrambe. Po več urah brezplodne bitke so poskušali požgati utrdbe, vendar je to preprečil močan naliv, ki je končal bitko.

## Posledice
Sumterjeve sile so utrpele relativno skromne izgube, Sumter pa je nekaj dni pozneje uspešno napadel Hanging Rock.